# Stellar Crests
Die Stellar Crests (englisch für Sternengipfel) sind vier markante, verschneite und bis zu 2000 m hohe Berge im Zentrum der westantarktischen Alexander-I.-Insel. Sie ragen in der LeMay Range westlich des nördlichen Teils der Planet Heights auf.
Der britische Geograph Derek Searle vom Falkland Islands Dependencies Survey kartierte sie 1960 anhand von Luftaufnahmen der US-amerikanischen Ronne Antarctic Research Expedition (1947–1948). Das UK Antarctic Place-Names Committee benannte sie 1961 in Anlehnung an die Benennung anderer geographischer Objekte in der Umgebung, welche die Namen von Planeten und deren Monden tragen.